# Paracyatholaimus duplicatus
Paracyatholaimus duplicatus är en rundmaskart som beskrevs av Gerlach 1964. Paracyatholaimus duplicatus ingår i släktet Paracyatholaimus och familjen Cyatholaimidae. Inga underarter finns listade i Catalogue of Life.